# Plasmaprotein
Plasmaproteiner är proteiner som återfinns i blodplasma. De karaktäriseras av att de antingen förekommer endast i blodplasma eller i speciellt höga koncentrationer i just blodplasma. De allra flesta plasmaproteinerna produceras i levern.
De klassificeras efter funktion som transportproteiner, reglerproteiner (till exempel hormoner) eller skyddsproteiner (antikroppar, immunglobuliner). 